# 甘重斗
甘重斗（1915年—1992年12月4日），男，辽宁建昌人，中华人民共和国政治人物，曾任中央人民政府内务部办公厅副主任、主任，部党组成员兼机关党委书记，中华人民共和国内务部办公室秘书长、副主任，中国法学会副会长、顾问。